# Enrico Bruna
Enrico Bruna (* 11. November 1880 in Venedig; † 7. Februar 1921 ebenda) war ein italienischer Ruderer.
Bruna gewann bei den Olympischen Spielen 1906 drei Goldmedaillen im Rudern, und zwar in den Disziplinen
- Zweier mit Steuermann über 1 km (mit Emilio Fontasnella und Giorgio Cesana),
- Zweier mit Steuermann über 1 Meile (mit Emilio Fontasnella und Giorgio Cesana) und
- Vierer mit Steuermann (mit Emilio Fontanella, Riccardo Zardinoni, Giuseppe Poli und Giorgio Cesana).